# Google Classroom
Google Classroom（グーグル クラスルーム）は、Googleが学校向けに開発した無料のWebサービスで、課題の作成、配布、採点をペーパーレス化、簡素化することを目的としている。Google Classroomの主な目的は、教師と生徒の間でファイルを共有する過程を合理化することである。
Google Classroomは、課題の作成と配布用のGoogle ドライブ、作成用のGoogle ドキュメント、スプレッドシートとスライド、コミュニケーション用のGmail、スケジュール用のGoogle カレンダーを組み合わせている。生徒は招待コードを介してGoogle Classroomに参加するか、学校のドメインから自動的にインポートされて参加するという方法がある。各クラスでは、それぞれの利用者のGoogle Driveに個別のフォルダーを作成し、生徒は教師が採点する課題を提出できる。iOSおよびAndroidデバイスで利用可能なモバイルアプリを使用すると、ユーザーは写真を撮って課題に添付したり、他のアプリのファイルを共有したり、オフラインで情報にアクセスしたりできる。教師は各生徒の進捗状況を監視でき、採点後、教師はコメントとともに課題を返すことができる。

## 歴史
Google Classroomは2014年5月6日に発表され、GoogleのG Suite for Educationプログラムの一部のメンバーがプレビューを利用できた。そして、2014年8月12日に公開された。2015年、GoogleはClassroom APIとウェブサイトの共有ボタンを発表し、学校の管理者と開発者がGoogle Classroomをさらに活用できるようになった。さらに同年、GoogleはGoogle カレンダーをClassroomに統合して、課題の期日、フィールドトリップ、クラススピーカーを割り当てた。2017年、GoogleはClassroomを開いて個人のGoogleユーザーがG Suite for Educationアカウントを持たずにクラスに参加できるようにし、同年4月に、個人のGoogleユーザーでも利用可能になった。
2018年、Googleは教室の更新、クラスワークセクションの追加、グレーディングインターフェイスの改善、他のクラスからのクラスワークの再利用を許可し、教師がトピックごとにコンテンツを整理する機能を追加することを発表した。
2019年、Googleは78の新しいイラスト入りのテーマと、クラスワークセクションでトピックと課題をドラッグアンドドロップするオプションを導入した。

## 特徴
Google Classroomは、Google ドライブ、ドキュメント、スプレッドシート、スライド、Gmailを結び付けて、教育機関がペーパーレスシステムに移行できるようになっている。後にGoogle カレンダーが統合され、課題の期日、フィールドトリップ、クラススピーカーが利用可能になった。

### 課題
課題は、教師と生徒または生徒同士の共同作業が可能である。生徒のGoogle ドライブにあるドキュメントを教師と共有する代わりに、ファイルは生徒のドライブでホストされ、教師によって評価される。教師は、すべての生徒が同じドキュメントを表示、コピー、または編集することを許可する代わりに、すべての生徒が自分のコピーを編集し、成績に戻ることができるようにテンプレートとして扱うことができるファイルを選択できる。生徒は、ドライブから課題に追加のドキュメントを添付することもできる。 

### グレーディング
Google Classroomは、さまざまなグレーディングスキームをサポートしている。教師には、学生が個々のコピーを表示、編集、または取得できるファイルを課題に添付するオプションがある。生徒はファイルを作成し、教師がファイルのコピーを作成しなかった場合、それらを課題に添付できる。教師は、課題の各生徒の進捗状況を監視して、コメントや編集を行うことができる。提出された課題は教師によって採点され、生徒が課題を修正して提出できるようにコメントを返すことができる。採点された課題は、教師が課題を元に戻さない限り、教師のみが編集できる。

### コミュニケーション
教師はクラス ストリームに発表を投稿することができる。クラス ストリームでは、生徒がコメントすることができ、教師と生徒間の双方向のコミュニケーションを可能にしている。生徒はクラス ストリームに投稿することもできるが、教師による発表ほど優先順位は高くなく、モデレートできる。YouTubeビデオやGoogle ドライブファイルなどのGoogle製品の複数のタイプのメディアをアナウンスメントや投稿に添付して、コンテンツを共有できる。Gmailでは、教師がGoogle Classroomインタフェースで1人以上の生徒にメールを送信するためのメールオプションも提供している。Classroomは、WebまたはAndroidおよびiOS Classroomモバイルアプリからアクセスできる。

### アーカイブコース
Classroomを使用することによって、教師は学期または年の終わりにコースをアーカイブできる。コースがアーカイブされると、ホームページから削除され、「アーカイブされたクラス」エリアに配置され、教師が現在のクラスを整理しやすくなる。コースがアーカイブされると、教師と生徒はそれを表示できるが、復元されるまで変更を加えることはできない。

### モバイルアプリケーション
GoogleはGoogle Classroomのモバイルアプリを2015年1月に導入し、iOSとAndroidで利用可能である。アプリを使用すると、ユーザーは写真を撮って割り当てに割り当てたり、他のアプリからファイルを共有したり、オフラインアクセスをサポートしたりできる。

### プライバシー
Googleの一般ユーザー向けサービスとは対照的に、Google Workspace for Educationの一部であるGoogle Classroomは、学生、教員、教師向けのインタフェースに広告を表示せず、ユーザーデータは広告目的でスキャンまたは使用されない。

## 評価
eLearningIndustryはGoogle Classroomのテストとレビューを行い、多くのプラス面とマイナス面を強調した。Classroomの長所として、レビューの使いやすさ、ユニバーサルデバイスアクセシビリティ、教師が生徒と課題をすばやく共有するための効果的な方法としてのGoogleドライブの使用できること、ペーパーレス化の実現によって印刷、配布をすることがなくなり、無駄な仕事を削減できること、生徒と教師間の素早いフィードバックシステムを挙げた。Classroomの短所として、レビューが外部ファイルまたはサービスのサポートが限定的または全くないこと、自動化されたクイズとテストの欠如、およびフィードバック作業を支援できるライブチャットの欠如などによる、Googleアプリとサービスの重度の統合を挙げた。

## 批判
企業として、Googleはプライバシーを含むいくつかの異なる問題について批判されてきた。Google Classroomに対する具体的な批判は、一般に、学生のプライバシーとGoogleによる学生データの使用に関する懸念に焦点が当てられている。Google Classroomに向けられたその他の批判は、本格的な評定表の欠如、自動のクイズとテストの欠如（学習管理システムの一般的な機能）、リリース後の課題の編集についてである。
Googleは「Googleは、生徒と教師のプライバシーを保護し、教育機関にクラス最高のセキュリティを提供する製品の構築に取り組んでいます」と述べており、プライバシー慣行に関する懸念に対して回答している。